# (100751) 1998 EQ13
(100751) 1998 EQ13 es un asteroide perteneciente al cinturón de asteroides descubierto el 1 de marzo de 1998 por Eric Walter Elst desde el Observatorio de La Silla, Chile.

## Designación y nombre
Designado provisionalmente como 1998 EQ13.

## Características orbitales
1998 EQ13 está situado a una distancia media del Sol de 2,207 ua, pudiendo alejarse hasta 2,309 ua y acercarse hasta 2,105 ua. Su excentricidad es 0,046 y la inclinación orbital 3,416 grados. Emplea 1197,71 días en completar una órbita alrededor del Sol.

## Características físicas
La magnitud absoluta de 1998 EQ13 es 15,7. 